# Купер, Джеймс Грэм
Джеймс Грэм Купер (англ. James Graham Cooper; 19 июня 1830 — 19 июля 1902) — американский хирург и натуралист.

## Биография
Джеймс Купер родился в Нью-Йорке. Он работал в Геологической службе Калифорнии (1860—1874) вместе с Джозайей Уитни, Уильямом Брюэр и Генри Николас Боландер. В первую очередь Джеймс был зоологом, но он также собрал значительные ботанические коллекции на территории от Сан-Диего штата Калифорнии, до Форт-Мохаве штата Аризоны, в 1861 году. Купер работал в Калифорнийской академии наук, в конечном итоге став директором музея. Калифорнийская академия наук
Он получил степень доктора медицины в 1851 году и практиковал в Нью-Йорке до 1853 года. Спенсер Ф. Бэрд, в то время помощник секретаря Смитсоновского института, помогал Куперу работать с группами по исследованию железных дорог, работавшими на территории штата Вашингтон. Он присоединился к этому обследованию под руководством капитана Джорджа Макклеллана в качестве хирурга до 1854 года. В 1855 году он посетил Сан-Франциско и Панамский перешеек. Во время этой экспедиции он собрал многочисленную коллекцию птиц.
В 1860 году он вернулся в США и присоединился к новой экспедиций, которая прошла от Сент-Луиса до реки Миссури, а затем в Айдахо и Вашингтон. Некоторое время работал хирургом по контракту в армии США и с Джозайей Уитни, начальником Калифорнийской геологической службы. В 1870 году вместе со Спенсером Бэрдом написал книгу о птицах Калифорнии «Орнитология, том I, наземные птицы» (англ. Ornithology, Volume I, Land Birds).
Его брак в 1866 году мешал ему сбалансировать свой интерес к естественной истории. Он работал в Сан-Матео, Окленде, Сан-Франциско и окончательно поселился в 1875 году в Хейворде.

О своих трудностях в письме 1870 года:
В этой стране, как и в большинстве других, занятие наукой как частным бизнесом — проигрышная игра … Почти все «просвещенные» люди этого города знают меня как «натуралиста», что также является титулом для всех таксидермистов, и … они избегают нанимать меня на профессиональную работу что не скажешь о создателей чучел птиц. Следствием этого является то, что … мои пациенты, бедные и невежественные, которые мало что знают обо мне не платят … Мое время сейчас много уходит на беготню, пытаясь собрать достаточно денег, чтобы заплатить расходы … Поскольку я не хуже большинства других натуралистов, я полагаю, что не должен жаловаться … Надеясь, что вы не дойдете до моего состояния (наилучшие пожелания), …
Его отец Уильям Купер также был натуралистом.

## Вклад в науку

### Ботаника[2][3]
- Peucedanum foeniculaceum J.G.CooperFlabellinopsis iodineaBrahea dulcis J.G.Cooper
- Lupinus nutkatensis J.G.Cooper
- Orobanche carnosa J.G.Cooper

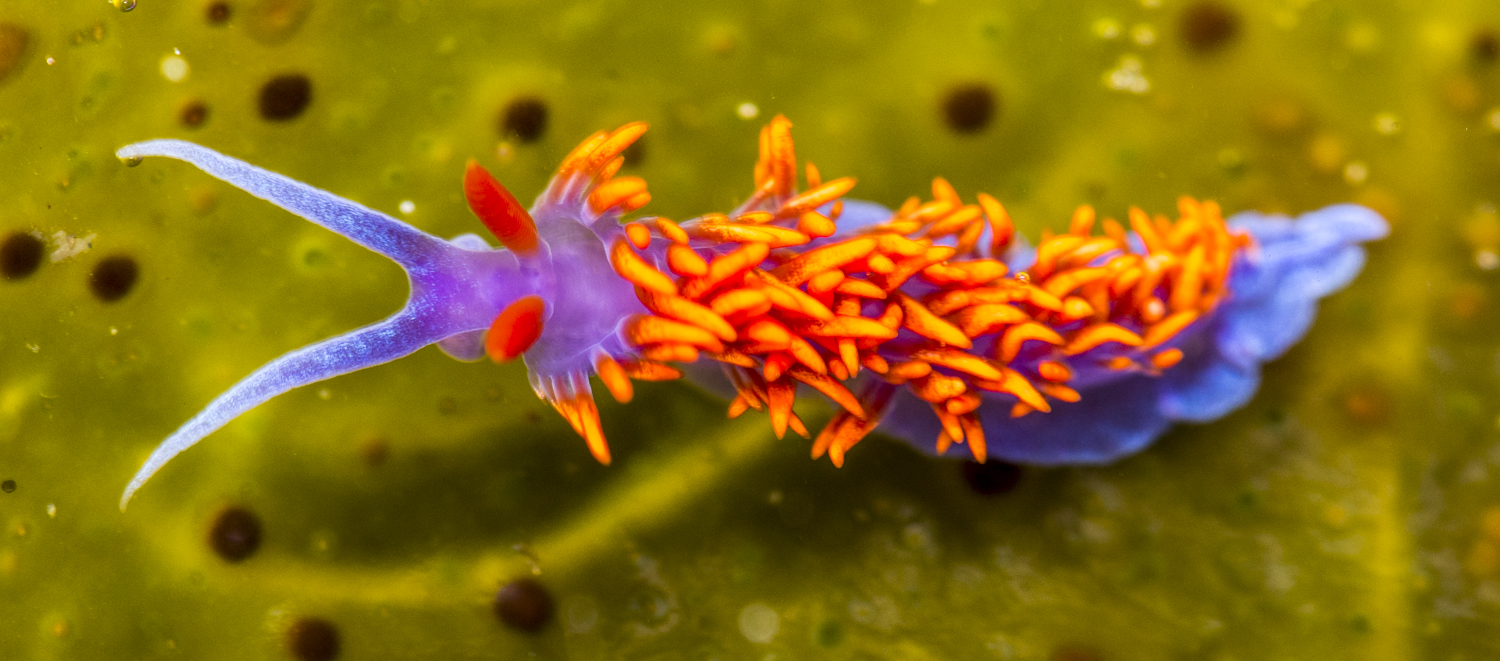
Flabellinopsis iodinea

- Rhus cotinoides Nutt. ex J.G.Cooper
- Frangula purshiana (DC.) A.Gray ex J.G.Cooper

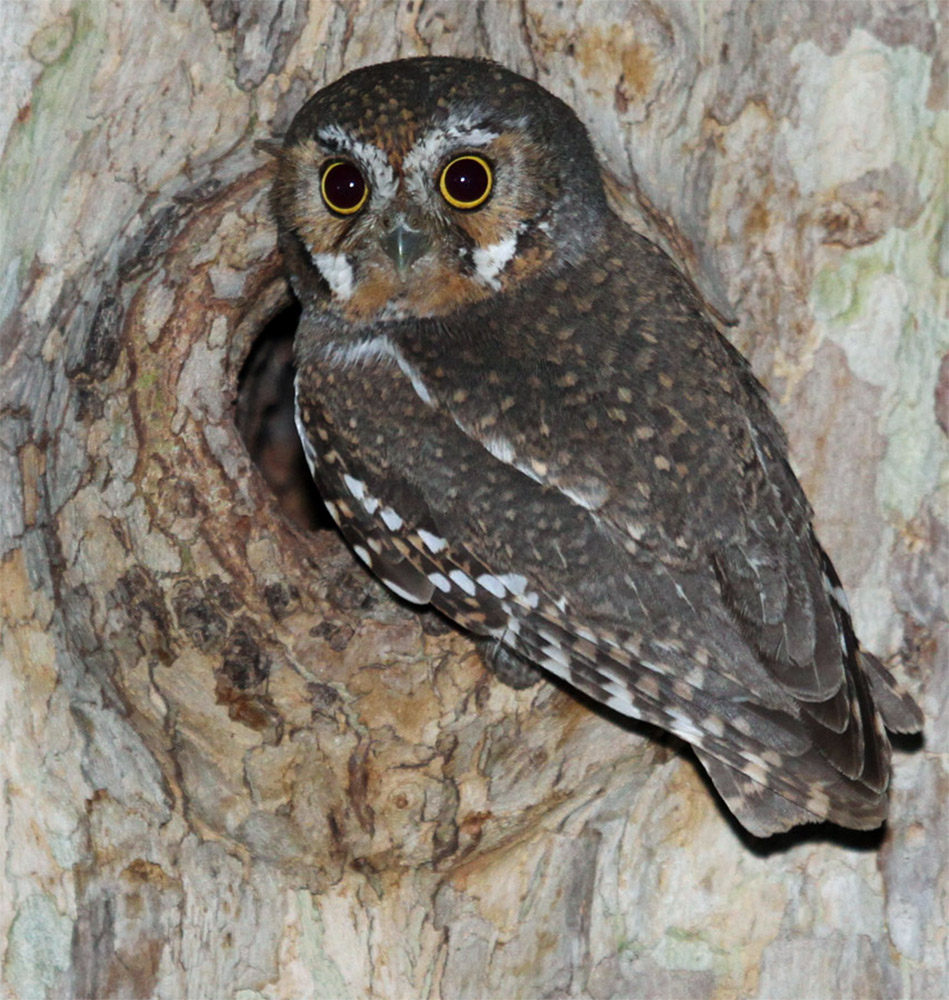
Micrathene whitneyi

### Зоология
- Aldisa alabastrina J.G.Cooper 1863
- Gymnura marmorata J.G.Cooper 1864
- Cheilopogon pinnatibarbatus californicus J.G.Cooper 1863
- Aplysia californica J.G.Cooper 1863
- Chromis punctipinnis J.G.Cooper 1863
- Cryptomastix mullani Bland & J.G.Cooper 1863Gopherus agassizii

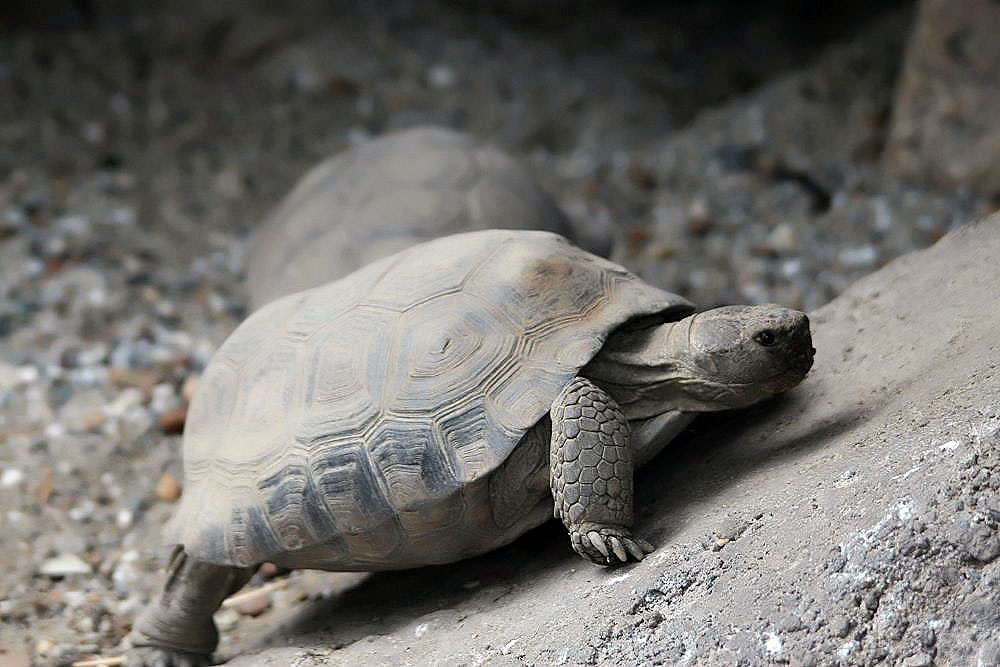
Gopherus agassizii

- Gopherus agassizii J.G.Cooper 1863
- Diaulula sandiegensis J.G.Cooper 1862
- Doriopsilla albopunctata J.G.Cooper 1864

- Archidoris montereyensis J.G.Cooper 1862
- Micrathene whitneyi J.G.Cooper 1861
- Flabellinopsis iodinea J.G.Cooper 1863
- Myxodes elegans J.G.Cooper 1864
- Gibbonsia elegans J.G.Cooper 1864
- Gillichthys mirabilis J.G.Cooper 1864
- Gillichthys mirabilis J.G.Cooper 1864
- Leiothlypis luciae J.G.Cooper 1861
- Navanax inermis J.G.Cooper 1863
- Urobatis halleri J.G.Cooper 1863
- Tritonia palmeri J.G.Cooper 1863